# Kup Tie
Kup Tie također poznat pod nazivom  Copa de Competencia Chevallier Boutell bilo je nogometno natjecanje između argentinskih i urugvajskih nogometnih klubova iz tri nogometna saveza: argentinskog, urugvajskog i rosarijskog. To je bilo jedno od prvih nogometnih natjecanja između klubova koji su dolazili iz različitih nogometnih saveza odnosno država.
Kup Tie utemeljen je 1900. godine, kada je odigrano i prvo izdanje natjecanja. Pobjednički pehar darovao je Francis Hepburn Chevallier Boutell, predsjednik Argentinskog nogometnog saveza. kup se održavao sve do 1919. godine, kada je održano posljednje 20. izdanje kupa.
Do 1906. pravilo je bilo da urugvajski ili rosarijski nogometni klub u poluzavršnici igra s argentinskim nogometnim klubom (ako bi uopće došao do poluzavršnice), nakon čega je to pravilo ukinuto. Ipak, to nije dovelo do prestanka argentinske dominacije većim dijelom natjecanja.

## Osvojeni naslovi

### Po momčadima
| Momčad       | Naslovi (broj) | Godine osvajanja naslova                 |
| ------------ | -------------- | ---------------------------------------- |
| Alumni       | 6              | 1901., 1903., 1906., 1907., 1908., 1909. |
| Rosario AC   | 3              | 1902., 1904., 1905.                      |
| Wanderers    | 3              | 1911., 1917., 1918.                      |
| Nacional     | 2              | 1913., 1915.                             |
| Belgrano AC  | 1              | 1900.                                    |
| San Isidro   | 1              | 1912.                                    |
| River Plate  | 1              | 1914.                                    |
| C.A. Peñarol | 1              | 1916.                                    |
| Boca Juniors | 1              | 1919.                                    |

### Po državama
| Država    | Naslovi (broj) | Momčadi                                                                |
| --------- | -------------- | ---------------------------------------------------------------------- |
| Argentina | 13             | Belgrano AC, Alumni, Rosario AC, San Isidro, River Plate, Boca Juniors |
| Urugvaj   | 6              | Wanderers, Nacional, C.A. Peñarol                                      |